# 332
Évszázadok: 3. század – 4. század – 5. század
Évtizedek: 280-as évek – 290-es évek – 300-as évek – 310-es évek – 320-as évek – 330-as évek – 340-es évek – 350-es évek – 360-as évek – 370-es évek – 380-as évek
Évek: 327 – 328 – 329 – 330 –  331 – 332 – 333 – 334 – 335 – 336 – 337

## Események

### Római Birodalom
- Lucius Papius Pacatianust és Mecilius Hilarianust választják consulnak.
- A gótok az Alsó-Tisza vidékére (a mai Bánátba) vándorolnak; az itt élő szarmaták a rómaiaktól kérnek segítséget ellenük. Constantinus császár 16 éves fiát, II. Constantinust nevezi ki a hadjárat élére. A gótok vereséget szenvednek, állítólag százezren halnak meg a kemény tél és az éhezés miatt. Ariaric gót király kénytelen szövetségi szerződést kötni a rómaiakkal és csapatokat biztosít a dunai limes védelmére.
- Constantinus – Rómához hasonlóan – Konstantinápolyban is ingyen oszt élelmiszert (mintegy napi 80 ezer adagot) a lakosságnak.

## Születések
- Szent Mónika, Hippói Szent Ágoston anyja

## Halálozások
- Flavia Basilina, Constantinus császár sógornője, Iulianus császár anyja

## Fordítás
- Ez a szócikk részben vagy egészben  a(z)   332 című angol Wikipédia-szócikk ezen változatának fordításán alapul.  Az eredeti cikk szerkesztőit annak laptörténete sorolja fel. Ez a jelzés csupán a megfogalmazás eredetét és a szerzői jogokat jelzi, nem szolgál a cikkben szereplő információk forrásmegjelöléseként.